# Yahia Nader
Yahia Nader Moustafa Elsharif (árabe: يَحْيَى نَادِر مُصْطَفَى الشَّرِيف; Abu Dhabi, Emiratos Árabes Unidos, el 11 de septiembre de 1998) es un futbolista emiratí que juega como centrocampista defensivo o central en el Al-Ain de la UAE Pro League.

## Carrera en el club
Yahia Nader es un futbolista de origen egipcio nacido en Emiratos Árabes Unidos. Jugó con el Al Ain en juveniles y participó en el primer equipo en 2018 tras permitirse a los nacidos en EAU participar en la UAE Pro League.

## Carrera internacional
Nader obtuvo la ciudadanía emiratí en 2019 y fue elegido para participar con el equipo olímpico en el Campeonato Sub-23 de la AFC 2020.
Recibió su primera convocatoria internacional con la selección absoluta de los Emiratos Árabes Unidos al entrar como sustituto de Abdullah Ramadan en el minuto 75 de la eliminatoria de repesca de la AFC de la Copa Mundial 2022 contra Australia en junio de 2022.
El 4 de enero de 2024, Nader fue convocado por Emiratos Árabes Unidos para la Copa Asiática 2023.

## Palmarés
Al Ain
- UAE Pro League: 2021-22
- UAE League Cup: 2021-22
- Copa Mundial de Clubes de la FIFA subcampeón: 2018
- AFC Champions League: 2023-24